# Draskóczy Ede (ügyvéd, 1921–2019)
Draskóczy Ede (Óbecse, 1921. december 7. – Makó, 2019. július 18.) ügyvéd, id. Draskóczy Ede fia.

## Életpályája
Szülei: Draskóczy Ede (1891–1945) ügyvéd és Székely Mária (1895–1992) voltak. Gimnazista korában – apja lapszerkesztői példáján felbuzdulva – Óbecsén társaival saját maguk által sokszorosított magyar nyelvű újságot hoztak létre, emiatt őt és két társát a óbecsei gimnáziumból kicsapták. Az édesapja pedig 15 napi elzárást és pénzbírságot kapott miatta büntetésül, mert ő még kiskorú volt. Ő pedig az újvidéki fiúgimnáziumba került át.
1940-től a belgrádi egyetemen jogot tanult. Tanulmányait Budapesten folytatta; itt kapott doktori oklevelet 1944-ben. Budapesten volt ügyvédjelölt gyakormok. 1945-ben – apjának szülővárosába, nagyapjának működési területére –, Makóra költözött. 1945 végéig a Csanád Megyei Földbirtok-rendező Tanács jegyzőjeként dolgozott. Ezt követően ismét ügyvédjelölt volt. 1948-ban bírói-ügyvédi vizsgát tett. 1948-tól a Szegedi Ügyvédi Kamara tagjaként dolgozott ügyvédként. 1953-ban másokkal együtt megalapította a Makói 1. sz. Ügyvédi Munkaközösséget. 1963–1985 között a városi tanács tagja volt. 1966-tól a Makói Városi Ügyvédi Munkaközösség vezetője volt.

## Magánélete
Felesége, Dr. Eszes Irma Irmáta (1927–2019) szemész főorvos volt.

## Díjai
- Árvízvédelemért kitüntetés (1970)
- Makó város díszpolgára (2005)